# Биг-Хорн (Вайоминг)
Биг-Хорн (англ. Big Horn) — статистически обособленная местность, расположенная в округе Шеридан (штат Вайоминг, США) с населением в 198 человек по статистическим данным переписи 2000 года.

## История
Первым поселенцем на территории Биг-Хорна был Оливер Перри Ханна, искатель приключений, старатель, охотник на бизонов и индейцев, который построил хижину на Ханна-Крике в 1878-м г. Зимой 1878-го и 1879-го гг. он ездил верхом на север по замёрзшей реке Тонг охотиться на бизонов в округе реки Йеллоустон. Ханна принял активное участие в истреблении бизонов на северных равнинах. В его мемуарах рассказывается о целых пароходах и поездах, нагруженных тушами бизонов. После того, как бизоний промысел исчерпал себя, Ханна предпринял 400-мильное путешествие в Форт-Ларами, чтобы купить плуг и семена, став таким образом первым фермером в округе Шеридан. Ханна увлёк за собой первых поселенцев в Биг-Хорн-Сити, который был основан в 1882 г. В течение долгих лет Ханна управлял отелем Oriental Hotel, находившимся прямо через улицу от торгового предприятия Big Horn Mercantile.
Одно время в Биг-Хорне было почти 1,000 жителей, колледж, кирпичная фабрика, газета, две церкви, отель, два салуна и торговое предприятие. Биг-Хорн претендовал на звание столицы округа Шеридан, но на выборах в 1888-м г. победил Шеридан. Бизнес, а за ним и жители стали уходить из города в 1891-м г., когда стало ясно, что Chicago, Burlington, and Quincy Railroad пройдёт через Шеридан. Железная дорога пришла в Шеридан в 1893-м г., и с того момента Биг-Хорн стал лишь придатком Шеридана. На сегодняшний день в Биг-Хорне работает торговое предприятие, два бара, музей Bozeman Trail, представляющий собой реконструкцию кузницы, парк и музей искусства, находящийся в нескольких километрах от Литл-Гус-Крика на ранчо Moncreiffe/Bradford Brinton.
Елизавета II останавливалась в Биг-Хорне в октябре 1984-го, когда навещала своих близких друзей, лорда и леди Кэрнарвон на ранчо Senator and Mrs. Wallop’s Canyon Ranch. Визит привлёк внимание американских СМИ, широко освещавших прибытие высокопоставленной особы в скромный провинциальный городок.

## География
По данным Бюро переписи населения США статистически обособленная местность Биг-Хорн имеет общую площадь в 7,25 квадратных километров, водных ресурсов в черте населённого пункта не имеется.
Статистически обособленная местность Биг-Хорн расположена на высоте 1238 метров над уровнем моря.

## Демография
По данным переписи населения 2000 года, в Биг-Хорне проживало 198 человек, 51 семья, насчитывалось 72 домашних хозяйства и 76 жилых домов. Средняя плотность населения составляла около 27,2 человек на один квадратный километр. Расовый состав Биг-Хорн по данным переписи распределился следующим образом: 97,98 % белых, 1,52 % — коренных американцев, 0,51 % — представителей смешанных рас.
Испаноговорящие составили 1,52 % от всех жителей статистически обособленной местности.
Из 72 домашних хозяйств в 43,1 % — воспитывали детей в возрасте до 18 лет, 63,9 % представляли собой совместно проживающие супружеские пары, в 8,3 % семей женщины проживали без мужей, 27,8 % не имели семей. 22,2 % от общего числа семей на момент переписи жили самостоятельно, при этом 8,3 % составили одинокие пожилые люди в возрасте 65 лет и старше. Средний размер домашнего хозяйства составил 2,75 человек, а средний размер семьи — 3,33 человек.
Население статистически обособленной местности по возрастному диапазону по данным переписи 2000 года распределилось следующим образом: 31,8 % — жители младше 18 лет, 4,0 % — между 18 и 24 годами, 23,2 % — от 25 до 44 лет, 28,8 % — от 45 до 64 лет и 12,1 % — в возрасте 65 лет и старше. Средний возраст жителей составил 40 лет. На каждые 100 женщин в Биг-Хорн приходилось 94,1 мужчин, при этом на каждые сто женщин 18 лет и старше приходилось 82,4 мужчин также старше 18 лет.
Средний доход на одно домашнее хозяйство в статистически обособленной местности составил 52 344 доллара США, а средний доход на одну семью — 56 875 долларов. При этом мужчины имели средний доход в 50 938 долларов США в год против 25 625 долларов среднегодового дохода у женщин. Доход на душу населения в статистически обособленной местности составил 23 217 долларов в год. Все семьи Биг-Хорн имели доход, превышающий уровень бедности, 1,2 % от всей численности населения находилось на момент переписи населения за чертой бедности.